# Tariq Ali
Tariq Ali (Lahore, 21 de outubro de 1943) é um escritor, jornalista, historiador, realizador e ativista britânico, de origem paquistanesa. Escreve periodicamente para o jornal britânico The Guardian, para a revista New Left Review, CounterPunch, a London Review of Books e SinPermiso. 

## Biografia
Ali nasceu e criou-se em Lahore (então, parte da Índia colonial), atual Paquistão, no seio de uma família comunista. Enquanto estudava na Universidade do Punjab, devido aos seus contatos com movimentos estudantis radicais e temendo por sua segurança, seus pais o enviaram à Inglaterra. Estudou ciências políticas e filosofia em Oxford. Foi o primeiro paquistanês a ser eleito presidente do diretório central dos estudantes da universidade inglesa.
Sua notoriedade teve início durante a Guerra do Vietnã, quando manteve debates com personagens centrais, tais como Henry Kissinger. Tornou-se um crítico ferrenho das políticas externas dos Estados Unidos e Israel.
Ali é um crítico das políticas econômicas neoliberais e esteve presente nas edições de 2003 e 2005 do Fórum Social Mundial, tendo sido um dos dezenove signatários do Manifesto de Porto Alegre.
Em 2012 Noam Chomsky e Tariq Ali foram os convidados especiais do programa de entrevistas de Julian Assange, O mundo Amanhã.

## Obra
Publicou mais de uma dezena de livros sobre história e política internacional, além de várias novelas ficcionais. Seu livro mais recente é Bush na Babilônia: a Recolonização do Iraque, publicado no Brasil pela Editora Record, além de Confronto de fundamentalismo, Redenção e Mulher de pedra.
QUINTETO ISLÂMICO
1. Sombras da Romãzeira
2. O livro de Saladino
3. A mulher de Pedra
4. Um Sultão em Palermo
5. A noite da Borboleta

## Tumultos em Londres
Recentemente Ali escreveu um artigo sobre os Tumultos em Londres em 2011 os quais ocorreram, segundo sua análise, devido ao "sistema neoliberal com pilares instáveis" que vem sendo praticando pelos sucessivos governos britânicos - incluindo o atual - há vários anos.